# 中甸无心菜
中甸无心菜（学名：Arenaria zhongdianensis）是石竹科无心菜属的植物，为中国的特有植物。分布在中国大陆的云南等地，生长于海拔3,300米的地区，一般生长在沟边，目前尚未由人工引种栽培。